# Masters Series Monte-Carlo 2006
Masters Series Monte-Carlo 2006 — 100-й розыгрыш ежегодного профессионального теннисного турнира среди мужчин, проводящегося во французском городе Рокебрюн—Кап-Мартен и являющегося частью тура ATP в рамках серии Masters.
В 2006 году турнир прошёл с 17 по 23 апреля на кортах Monte-Carlo Country Club. Соревнование продолжало околоевропейскую серию грунтовых турниров, подготовительную к майскому Roland Garros.
Прошлогодние победители:
- в одиночном разряде —  Рафаэль Надаль
- в парном разряде —  Ненад Зимонич и  Леандер Паес

## Соревнования

### Одиночный турнир
Рафаэль Надаль обыграл  Роджера Федерера со счётом 6-2, 6-7(2), 6-3, 7-6(5).
- Рафаэль Надаль выигрывает 2й одиночный титул в сезоне и 14й за карьеру в основном туре ассоциации. На этом турнире он побеждает в 2й раз подряд.
- Роджер Федерер вышел в свой 6й одиночный финал в сезоне и 48й за карьеру в основном туре ассоциации.

### Парный турнир
Йонас Бьоркман /  Максим Мирный обыграли  Ненада Зимонича /  Фабриса Санторо со счётом 6-2, 7-6(2).
- Йонас Бьоркман выигрывает 4й парный титул в сезоне и 46й за карьеру в основном туре ассоциации. На этом турнире он побеждает в 3й раз (до этого в 2001-02 годах совместно с Тоддом Вудбриджем).
- Максим Мирный выигрывает 3й парный титул в сезоне и 28й за карьеру в основном туре ассоциации. На этом турнире он побеждает в 2й раз (до этого в 2003 году совместно с Махешом Бхупати).